# Jeroen Meurs
Jeroen Meurs (Velp, 29 oktober 1995) is een Nederlands voormalig voetballer, die doorgaans als aanvaller speelde. Zijn enige professionele club was De Graafschap, waarvoor hij vier wedstrijden speelde.

## Clubcarrière
Meurs begon zijn jeugdcarrière bij SCV '58 en kwam via GVV '57 in 2004 als doelman in de jeugd van PSV terecht. Na zeven jaar kreeg hij echter een zware schouderblessure en hij verliet PSV om bij UDI '19 te gaan spelen. Eén seizoen later nam N.E.C. de speler, inmiddels aanvaller, over van UDI. In 2014 liep zijn verbintenis in Nijmegen af en tekende hij een amateurcontract bij De Graafschap. Meurs maakte zijn debuut voor de Doetinchemse club op 24 oktober 2014, toen met 2–1 werd verloren van FC Volendam. Hij mocht van coach Jan Vreman zes minuten voor tijd invallen voor Kristopher Vida. In januari 2016 stopte Meurs als professioneel voetballer en hij besloot te kiezen voor een maatschappelijke carrière.

### Clubstatistieken
| Seizoen | Club          | Competitie     | Competitie | Competitie | Beker | Beker | Internationaal | Internationaal | Totaal | Totaal |
| Seizoen | Club          | Competitie     | Wed.       | Dlp.       | Wed.  | Dlp.  | Wed.           | Dlp.           | Wed.   | Dlp.   |
| ------- | ------------- | -------------- | ---------- | ---------- | ----- | ----- | -------------- | -------------- | ------ | ------ |
| 2014/15 | De Graafschap | Jupiler League | 4          | 0          | 2     | 1     | —              | —              | 6      | 1      |
| 2015/16 | De Graafschap | Eredivisie     | 0          | 0          | 0     | 0     | —              | —              | 0      | 0      |
| Totaal  | Totaal        | Totaal         | 4          | 0          | 2     | 1     | 0              | 0              | 6      | 1      |